# Iwan Ziatyk
Iwan Ziatyk, ukr. Іван Зятик (ur. 26 grudnia 1899 w Odrzechowej, zm. 17 maja 1952 w obozie Ozernyj w Rosyjskiej FSRR) – polski redemptorysta (CSsR) obrządku bizantyjsko-ukraińskiego, męczennik chrześcijański i błogosławiony Kościoła greckokatolickiego.

## Życiorys

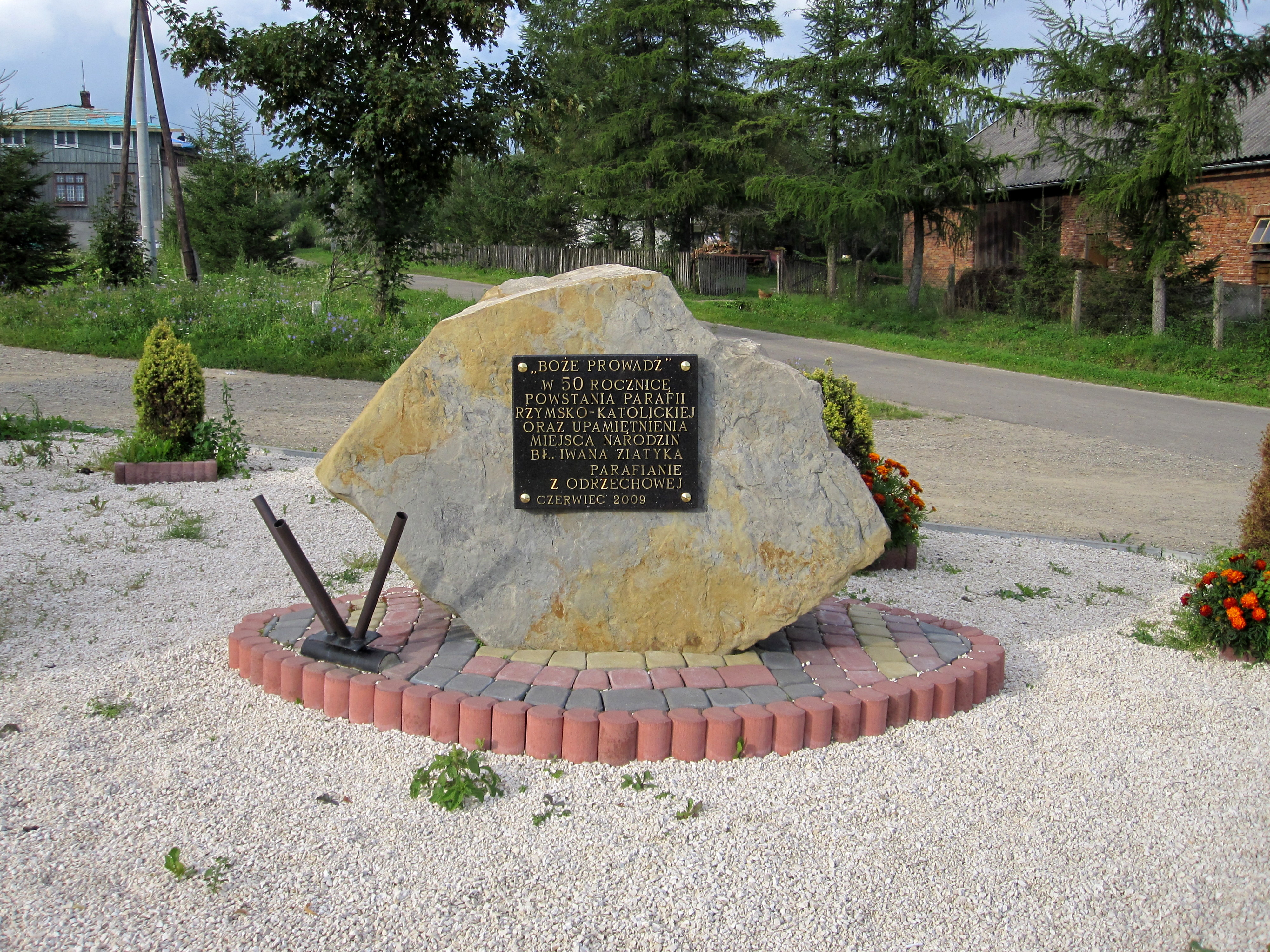
Kamień pamiątkowy honorujący Iwana Ziatyka w rodzinnej Odrzechowej

Według pierwotnych wersji urodził się 1 lub 7 grudnia 1899 roku w Odrzechowej. Był synem Prokopa wzgl. Stefana (tamtejszy rolnik) i Marii. 21 czerwca 1919 roku jako Jan Ziatyk zdał egzamin dojrzałości w Państwowym Gimnazjum w Sanoku. W tym samym roku wstąpił do Greckokatolickiego Seminarium Duchownego w Przemyślu, które ukończył w 1923 roku. W latach 1925–1935 był dyrektorem Katolickiego Ukraińskiego Seminarium w Przemyślu.
Do Zgromadzenia Redemptorystów wstąpił 15 lipca 1935 roku. Był wykładowcą teologii dogmatycznej i Pisma Świętego w Seminarium Redemptorystów we Lwowie.
W 1946 został internowany wraz ze wszystkimi redemptorystami przebywającymi na Ukrainie Zachodniej w klasztorze w Hołosku, internowanie trwało 2 lata. Następnie zostali przewiezieni do klasztoru w Uniowie, gdzie spędzili następne 2 lata. 5 stycznia 1950 roku została wydana decyzja o jego aresztowaniu, którą wykonano 20 stycznia. 21 listopada 1951 roku został skazany na 10 lat więzienia za współpracę z narodową antysowiecką organizacją i za propagandę antysowiecką. W czasie pobytu w łagrze Ozernyj koło Bracka, w Wielki Piątek 1952 roku, został ciężko pobity i pozostawiony na zewnątrz baraku. Po trzech dniach zmarł w szpitalu więziennym. Pochowany został w rejonie Irkucka.
Beatyfikował go Jan Paweł II 27 czerwca 2001 roku w grupie 27 nowomęczenników greckokatolickich. Jego Wspomnienie liturgiczne jest obchodzone w rocznicę śmierci.